# Brunnadern
Brunnadern (toponimo tedesco) è una frazione di 839 abitanti del comune svizzero di Neckertal, nel Canton San Gallo (distretto del Toggenburgo).

## Geografia fisica
Il territorio di Brunnadern si estende nel fondovalle del fiume Necker, ai piedi del versante settentrionale del passo Wasserfluh e sulle colline circostanti.

## Storia

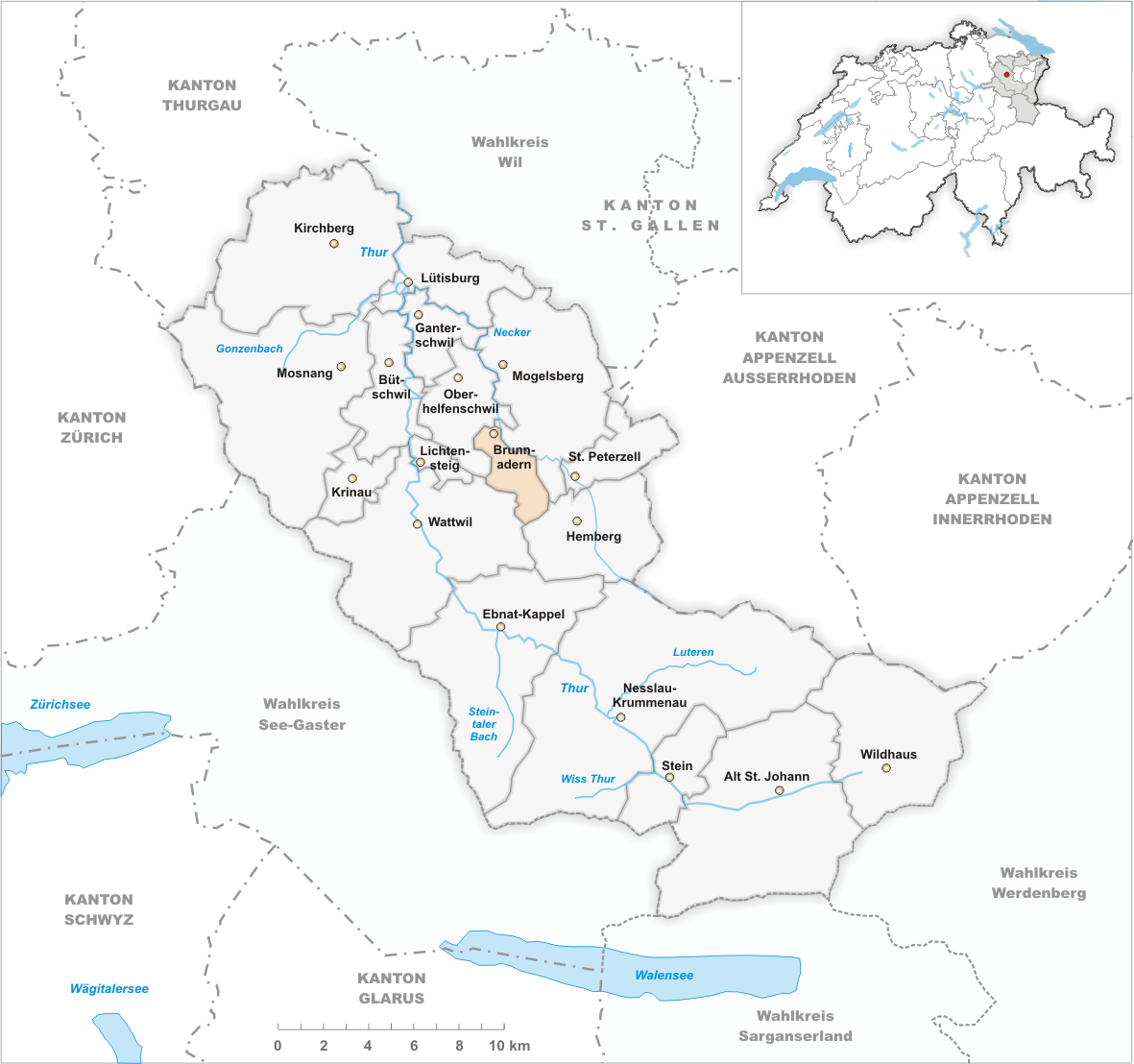
Il territorio del comune di Brunnadern prima degli accorpamenti comunali del 2009

Già comune autonomo istituito nel 1803, si estendeva per 6,69 km² e comprendeva anche le frazioni di Bitzi, Chrüzweg, Furt (in parte nel territorio di Mogelsberg), Haselacker, Hinteregg, Homberg, Niderwil, Reitenberg, Schwendi, Spreitenbach, Steig, Taa, Vögelisegg e Waldschwil; il 1º gennaio 2009 è stato accorpato agli altri comuni soppressi di Mogelsberg e Sankt Peterzell per formare il nuovo comune di Neckertal.

## Monumenti e luoghi d'interesse
- Chiesa parrocchiale riformata, eretta nel 1763 da Hans Ulrich Grubenmann[1];
- Case rurali tipiche del Toggenburgo a Brunnadern, Furt e Spreitenbach, risalenti al XVII-XVIII secolo[1].

## Società

### Evoluzione demografica
L'evoluzione demografica è riportata nella seguente tabella:
Abitanti censiti

## Economia
L'economia locale si basa prevalentemente su agricoltura, artigianato, piccola industria e turismo.

## Infrastrutture e trasporti

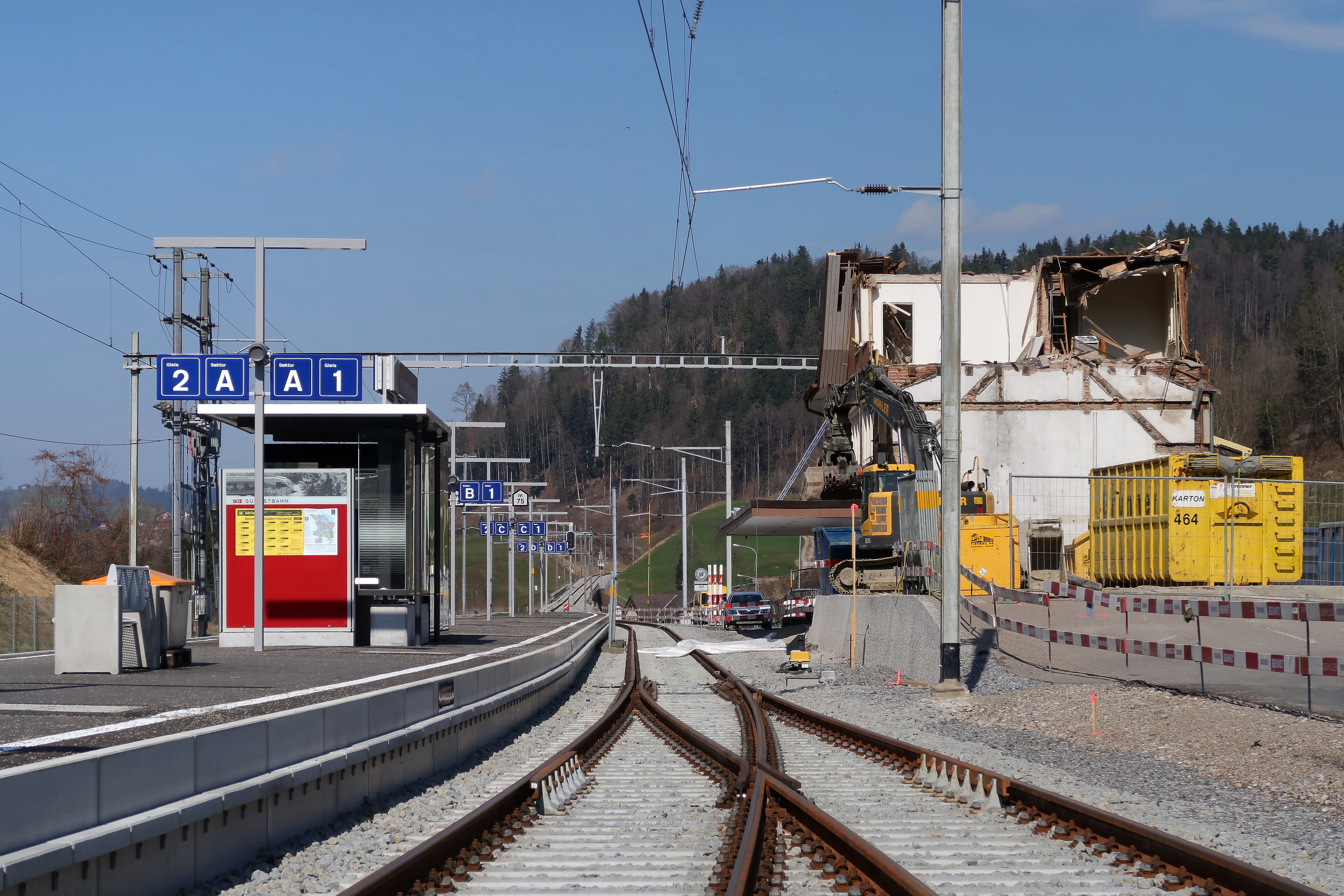
La stazione di Brunnadern-Neckertal

Brunnadern è attraversato dalla strada principale 8 ed è servito dalla stazione di Brunnadern-Neckertal sulla ferrovia lago di Costanza-Toggenburgo (linea S8 della rete celere di San Gallo).